# 烏拉季夫西克
49°35′11″N 28°23′1″E / 49.58639°N 28.38361°E
烏拉季夫西克（烏克蘭語：Уладівське），是烏克蘭的村落，位於該國西南部文尼察州，由赫米利尼克區負責管轄，始建於1986年，面積0.16平方公里，2001年人口855，人口密度每平方公里5,377.36人。